# Holophagales
Holophagales es un orden de bacterias gramnegativas de la clase Holophagae. Fue descrito en el año 2008. Actualmente contiene una sola familia, Holophagaceae, y 3 géneros. Agrupa especies tanto aerobias como anaerobias y con movilidad variable. Se encuentran principalmente en suelos y sedimentos.  

## Taxonomía
Este orden se divide en una familia (Holophagaceae) y 3 géneros:
- Género Geothrix
  - Geothrix alkalitolerans
  - Geothrix edaphica
  - Geothrix fermentans
  - Geothrix fuzhouensis
  - Geothrix limicola
  - Geothrix oryzae
  - Geothrix paludis
  - Geothrix rubra
  - Geothrix terrae
- Género Holophaga
  - Holophaga foetida
- Género Mesoterricola
  - Mesoterricola sediminis
  - Mesoterricola silvestris